# 辻凌志朗
辻 凌志朗（つじ りょうしろう、1993年7月13日 - ）は、日本の俳優である。千葉県出身。

## 人物
- 特技はサッカー、歌、アコースティックギター等。
- ３オクターブの声域を持っている。
- 成城大学文芸学部芸術学科卒業。
- 大学時代、西洋美術史を専攻していたため美術に関心がある。
- 専攻はフェルメール。フェルメールの作品についての卒業論文を提出した。
- 一人っ子である。
- 2019年12月、美術検定3級を取得。
- 2020年12月、美術検定2級を取得。
- 体毛が薄く、髭を剃った事が無い。
- 一人旅が好きで、過去に単身でアメリカやイギリスを旅した経験を持つ。
- 2023年9月1日、所属事務所をABP inc.に移籍すると発表した。
- 舞台「鬼滅の刃」にて宇髄天元役を演じるにあたり、12kgの増量をした。
- 原田マハの小説を愛読している。
- 全く知識が無い状態から3ヶ月間独学で勉強し、日商簿記3級を取得した。
- 2024年11月1日、自身初となるファンクラブサイト「FRAME」をOPENした。

## 出演

### ドラマ
- 御茶ノ水ロック 第5話 （2018年2月14日、テレビ東京）- ストリートミュージシャン 役
- 東京独身男子 第3話ゲスト（2019年5月4日、テレビ朝日）- 神谷瑠偉人 役
- 私刑人〜正義の証明〜（2020年2月9日、テレビ朝日）- 東慶大学生　金山の友人 役
- 半沢直樹 第6・8話（2020年8月23日、9月13日、TBS）- 黒崎の部下 役
- その女、ジルバ 第1話 （2021年1月9日、フジテレビ）- 滝 役
- 裕さんの女房 （2021年4月17日、NHK BSプレミアム）- 石原裕次郎の仲間 役
- 記憶を失った奴隷妻（2025年8月14日- FANY:D）- 山本紘一 役

### 映画
- L・DK（2014年4月12日）
- Diner ダイナー （2019年7月5日、ワーナー・ブラザース映画）- 無礼図の部下 役
- 裏アカ（2021年4月2日、アークエンタテインメント） - スーツの男 役
- HiGH&LOW THE WORST X（2022年）-  鎌坂高校幹部　役

### 舞台
- 「ラフカット2014」20周年スペシャル 「アンデスの混乱」（2014年6月11日 - 15日、全労済ホール/スペース・ゼロ）- 今井幸治 役[1]
- SOLID STARプロデュースvol.2 「ヨビコー！〜You be cool!〜」（2014年10月22日 - 26日、六行会ホール） - 専田修 役[2]
- こちらスーパーうさぎ帝国第19回公演「うさぎの帝国」（2014年12月3日 - 7日、シアターグリーン BIG TREE THEATRE） - 犬飼卓 役[3]
- ミュージカル『テニスの王子様』3rdシーズン - 東方雅美 役[4]
  - 青学vs山吹（2015年12月24日 - 2016年2月21日 TOKYO DOME CITY HALL 他）[5]
  - 青学vs氷帝（2016年7月14日 - 9月25日 TOKYO DOME CITY HALL 他）[6]
- TESSIN「侯爵令嬢は手駒を演じる（2016年11月2日 - 6日、中野テアトルBONBON） - ヴィンセント・ルイス 役[7]
- バグバスターズ（2016年11月30日 - 12月6日、俳優座劇場） - 柴田健三 役[8]
- 舞台版『ロードス島戦記』（2017年1月6日 - 14日、紀伊國屋サザンシアター） - アシュラム 役[9]
- アイ★チュウ ザ・ステージ ～Stairway to Etoile～（2017年8月25日 - 9月10日、 サンケイホールブリーゼ 他）- ラビ 役[10]
- 敦×杏子プロデュース URASUJI2017「ちんもく」（2017年12月18日 - 28日 、下北沢ザ・スズナリ）- プロスト 役 [11][12]
- 「Like A」 - 主演 BB役[13]
  - 「001」（2018年2月3日 - 12日、新宿FACE）[13][14]
  - 「room 002」（2019年1月12日 - 20日、全労済ホール/スペース・ゼロ）[15]
  - 「room 003」（2019年8月7日 - 14日、新宿FACE）[16][17]
- BOYS☆TALK（2018年6月6日 - 17日、CBGKシブゲキ!!） - コウシロー 役[18]
- ハイパープロジェクション演劇 「ハイキュー!!」"最強の場所(チーム)"（2018年10月20日 - 12月16日、TOKYO DOME CITY HALL 他）- 白鳥沢学園・川西太一 役[19]
- 監獄REQUIEM（2021年2月3日 - 2月7日、新宿村LIVE） - コージ 役[20]
- 舞台「鬼滅の刃」- 宇髄天元 役[21]
  - 其ノ弐 絆（2021年8月7日 - 8月31日、天王洲 銀河劇場 他）
  - 其ノ参　無限夢列車（2022年9月10日 - 10月23日、TOKYO DOME CITY HALL 他）- ※映像出演[22]
  - 其ノ肆 遊郭潜入（2023年11月12日 - 12月10日、TOKYO DOME CITY HALL、メルパルクホール）[23]
- AI懲戒師・クシナダ（2021年12月1日 - 5日、CBGKシブゲキ!!） - 八岐ルイゼ 役 ※怪我により降板[24][25]
- 演戯『ヴィジュアルプリズン』ー月世饗宴ー（2022年4月8日 - 17日、天王洲 銀河劇場） - サガ・ラトゥール 役[26]
- 舞台『キノの旅 -the Beautiful World-』（2022年5月18日 - 22日、シアターサンモール）- W主演 エルメス 役
  - キノの旅II（2023年6月15日 - 25日、あうるすぽっと）
- 少年社中『クアンタム -TIMESLIP 黄金丸-』（2022年8月4日 - 8月14日、紀伊國屋ホール、8月18日 - 8月21日、近鉄アート館）- フレドキンゲート 役
- アナタを幸せにする世界の伝説シリーズ・アナ伝vol3『ジェヴォーダンの怪物～狼男伝説～』（2022年10月20日 - 23日、全労済ホール/スペース・ゼロ）- メキシコ 役
- 舞台『わたしの幸せな結婚』-帝都陸軍オクツキ奇譚-（2023年8月11日 - 20日、シアター1010）- 最上勇 役[27]
- 朗読劇「夢から醒めない夢を見よ。」（2024年4月4日-14日、シアターサンモール）- 主演　卓也　役
- 新感覚つかこうへい「売春捜査官」（2024年6月12日-16日、シアターアルファ東京）- 熊田留吉　役
- ミュージカル「陰陽師」〜海国の章〜（2024年7月20日-9月21日、Z-aN（ライブストリーミングサービス） ※2020年中止になった舞台のゲネプロ映像の配信）- 大嶽丸　役
- 「MY ROOM IS MINE!!」（2024年9月4日-8日、小劇場B1）[28]- ババ・バク　役
- 舞台「スターライドオーダー2」（2024年12月29日、ブルースクエア四谷）- 主演[29]もつにこみ　役
- ミュージカル「ナミヤ雑貨店の奇蹟」（2025年3月19日-3月23日、全労災ホール/スペース・ゼロ）- 主演　敦也　役
- OFFICE SHIKA CHILDHOOD「クマのプーとアクマのゾゾ」（2025年4月10日-4月20日、座・高円寺1）[30]- 虎のティガー　役

### バラエティ
- 特捜警察ジャンポリス（2015年5月1日）
- 一夜づけ（2015年12月、テレビ東京）
- 戦国炒飯TV 〜なんとなく歴史が学べる映像〜（2020年8月-TOKYO MX・BS11 他）
  - 元気すぎる居酒屋「びしゃもんてん」 - 柿崎景家 役
- SASUKE（TBS）
  - SASUKE2021

### テレビアニメ
- 忍者コレクション（2020年7月-テレビ東京）- 塒（トグロ） 役

### 配信番組
- タイダン!!（2022年8月24日、8月31日）
- 北川尚弥の旅飯（2022年9月22日、キャストサイズチャンネル）
- バラッチェ vol.6（2022年10月26日、YouTube生配信）
- バラッチェ vol.14（2023年4月26日、YouTube生配信）
- 蒼木陣×ザテレビジョン 「にゃんと陣の生放送やっちゃいます」（2023年12月27日、生配信）
- 「 阪本奨悟-音ライン 」（2023年12月30日、openrec生配信）
- 17LIVE PUSH PUSH LIVE!!（2024年5月29日、17LIVE 生配信）

### イベント・コンサート
- ミュージカル『テニスの王子様』3rdシーズン - 東方雅美 役[4]
  - TEAM Live YAMABUKI（2016年3月18日 - 4月3日、京都劇場 他）[31]
  - コンサート　Dream Live 2016（2016年5月13日 - 22日、パシフィコ横浜 他）[32]
  - コンサート　Dream Live 2017（2017年5月26日 - 28日、横浜アリーナ）[33]
  - 秋の大運動会 2019（2019年10月8日 - 9日、横浜アリーナ）※映像出演[34]
  - Thank-you Festival 2020 （2020年2月28日、カルッツかわさきホール）※本人として登壇[35][36]
- Live!! アイ★チュウ　THE STAGE～stairway to Etoile（Zepp Tokyo） - ラビ 役
- スマートボーイズPresents『スマチャレ!! 伊崎龍次郎vs内海啓貴vs辻凌志朗 リアル対決イベント』（2018年2月18日、晴海客船ターミナルホール）
- Like A CD・DVD発売記念イベント（2018年8月28日、渋谷モディ HMV&BOOKS SHIBUYA 7階イベントスペース）
- ACT in MUSIC（2018年10月24日、新宿 BLAZE）
- Like A room[002]公演記念イベント vol.2～X’mas Night～（2018年12月24日、新宿ロフトプラスワン）
- MASH UP!! presents 「CLIE SONIC」（2019年2月6日 - 16日、渋谷ストリームホール）
- 北川尚弥デビュー7周年記念イベント（2022年12月24日、浜離宮朝日ホール 小ホール）- ゲスト出演
- ジャンプフェスタ2024（2023年12月16日、幕張メッセ国際展示場）
- 廣瀬智紀バースデーイベント「煌々星2024」（2024年3月16日、Hall Mixa）
- ネルケプランニング30th ANNIVERSARY『ネルフェス2024』後夜祭！（2025年1月18日、TOKYO DOME CITY HALL）
- 辻凌志朗 1st FAN MEETING & BIRTHDAY EVENT「salon de fan」（2025年6月29日）